# Karang Dalo
Karang Dalo is een bestuurslaag in het regentschap Pagar Alam van de provincie Zuid-Sumatra, Indonesië. Karang Dalo telt 3072 inwoners (volkstelling 2010).